# NGC 6467
NGC 6467 (również PGC 60972 lub UGC 11004, prawdopodobnie także NGC 6468) – galaktyka spiralna (S?), znajdująca się w gwiazdozbiorze Herkulesa.
Odkrył ją Albert Marth 2 czerwca 1864 roku. Tej nocy Marth skatalogował jednak dwa obiekty, a podane przez niego pozycje różniły się zaledwie o jedną sekundę. John Dreyer skatalogował je w swoim New General Catalogue jako NGC 6467 i NGC 6468. Najprawdopodobniej Marth dwukrotnie skatalogował tę samą galaktykę, choć niektóre źródła podają, że obiektem NGC 6468 może być galaktyka IC 1268 (PGC 60971).